# Matrimonio igualitario en Nuevo León
El matrimonio entre personas del mismo sexo en Nuevo León es legal de acuerdo con un fallo de la Suprema Corte de Justicia de la Nación del 19 de febrero de 2019, el cual señala que la prohibición estatal del matrimonio entre personas del mismo sexo viola la Constitución Política de México. La sentencia entró en vigor el 31 de mayo de 2019 a partir de su publicación en el Diario Oficial de la Federación. Por ley, en México, si cinco fallos de los tribunales sobre un solo asunto resultan en el mismo resultado, las legislaturas están obligadas a cambiar la ley. En el caso de Nuevo León, se resolvieron casi 20 amparos individuales con el mismo resultado, pero el Estado no actuó.

## Historia legal
El 12 de junio de 2015, la Suprema Corte de Justicia de la Nación dictaminó que las prohibiciones estatales sobre el matrimonio entre personas del mismo sexo son inconstitucionales en todo el país en virtud de los artículos 1 y 4 de la Constitución de México. El fallo de la corte se considera una "tesis jurisprudencial" y no invalidó las leyes estatales, lo que significa que las parejas del mismo sexo a las que se niega el derecho a casarse aún tendrían que buscar amparos individuales en la corte. El fallo estandarizó los procedimientos para que los jueces y tribunales de todo México aprueben todas las solicitudes de matrimonios entre personas del mismo sexo e hizo obligatoria la aprobación.
En septiembre de 2013, un juez federal ordenó al registro civil inscribir el matrimonio de una pareja de lesbianas en la ciudad de Monterrey. El entonces gobernador priísta Rodrigo Medina dijo que su administración acataría la orden pero solo para ese caso específico. En junio de 2014, se informó que se habían interpuesto nueve amparos en el estado, pero solo uno había sido resuelto. En septiembre de ese año se escucharon alegatos orales en un juicio de amparo colectivo interpuesto por 50 personas gay y lesbianas que impugnaban la constitucionalidad de los artículos 147 y 291 bis del Código Civil. El artículo 147 describe el matrimonio como "la unión legal de un hombre y una mujer" y el artículo 291 bis definía de manera similar el concubinato como "entre un hombre y una mujer". El 16 de octubre de 2014, la Corte Suprema declaró inconstitucionales los dos artículos y otorgó a las 50 personas en cuestión el derecho a casarse con su pareja. Otro amparo colectivo, esta vez que involucra a 38 personas, fue aprobado por la Sala Primera de la Corte Suprema el 28 de septiembre de 2016, y otro, que involucra a 118 personas, fue concedido por la Sala Primera de la Corte Suprema el 19 de octubre de 2017.
El 9 de octubre de 2018, la Suprema Corte de Justicia de la Nación dictaminó que el Código Civil de Nuevo León era inconstitucional y discriminatorio al limitar el matrimonio a parejas de distinto sexo. El tribunal ordenó al Congreso estatal modificar la ley en un plazo de 180 días hábiles (es decir, antes del 16 de abril de 2019). Para ese momento, se habían aprobado 18 amparos por el derecho al matrimonio entre personas del mismo sexo en el estado. Sin embargo, en febrero de 2019, antes de la fecha límite de abril, la Corte Suprema falló en una acción de inconstitucionalidad contra el estado, legalizando el matrimonio entre personas del mismo sexo en Nuevo León.

### Acción legislativa
El 17 de junio de 2015, el Partido Nueva Alianza anunció su intención de presentar un proyecto de ley de matrimonio entre personas del mismo sexo al Congreso de Nuevo León. El proyecto de ley fue presentado el 22 de junio por la diputada María Dolores Leal Cantú. Posteriormente, un congresista independiente anunció su intención de presentar una propuesta de unión civil con el apoyo del gobernante Partido Acción Nacional. Los legisladores anunciaron que el proyecto de ley sobre el matrimonio se votaría en algún momento de septiembre de 2016, pero esto no sucedió. En noviembre de 2017, después de que grupos LGBT organizaran una marcha de protesta a favor del matrimonio entre personas del mismo sexo frente al edificio del Congreso, el líder del PAN estatal reiteró la oposición del partido al matrimonio entre personas del mismo sexo y anunció que continuaría bloqueando el debate sobre el proyecto de ley de matrimonio.
En junio de 2023 se modificó el Código Civil de NL permitiendo el matrimonio a todas las personas. Las iniciativas fueron de la Diputada Jessica Martínez y la asociación LGBT Rights https://www.eleconomista.com.mx/politica/Congreso-de-Nuevo-Leon-reconoce-legalmente-el-matrimonio-igualitario-20230614-0094.html

### Acción de inconstitucionalidad (2018-2019)
En febrero de 2018, la Comisión Nacional de los Derechos Humanos interpuso una acción de inconstitucionalidad (expediente 29/2018) contra el estado de Nuevo León, impugnando la constitucionalidad de los artículos 140, 147 y 148 del Código Civil. El Congreso de Nuevo León había enmendado recientemente la ley estatal de familia, pero al hacerlo no derogó la prohibición estatal del matrimonio entre personas del mismo sexo. La Comisión aprovechó esta oportunidad para interponer la acción de inconstitucionalidad. El artículo 147 describe el matrimonio como "la unión legal de un hombre y una mujer", y los artículos 140 y 148 requieren que "el hombre y la mujer" tengan al menos 18 años de edad. Esta demanda buscó legalizar completamente el matrimonio entre personas del mismo sexo en Nuevo León, de manera similar a lo que había sucedido en los estados de Chiapas (en el caso 32/2016), Puebla (en el caso 29/2016) y Jalisco (en el caso 28/2015).
El 19 de febrero de 2019, la Suprema Corte de Justicia de la Nación dictaminó por unanimidad en una votación de 10 a 0 que los artículos del Código Civil que limitan el matrimonio a parejas del sexo opuesto eran inconstitucionales de conformidad con los artículos 1 y 4 de la Constitución Política de México, legalizando la misma. -matrimonio y adopción por parejas del mismo sexo en el estado de Nuevo León. El gobernador independiente Jaime Rodríguez Calderón expresó su oposición personal al fallo, y sectores conservadores del estado, sobre todo grupos católicos opuestos al matrimonio homosexual, pidieron a Rodríguez Calderón que anulara o ignorara el fallo; sin embargo, no tenía el poder para hacerlo. El Congreso fue notificado oficialmente del fallo el 26 de febrero.
El 31 de mayo de 2019, la sentencia entró en vigor oficialmente tras su publicación en el Diario Oficial de la Federación. No obstante, antes de la fecha de publicación, el registro civil comenzó a procesar solicitudes de matrimonio de parejas del mismo sexo y a emitir licencias de matrimonio. La primera pareja del mismo sexo en casarse fue Janeth Oliva y Amatzú Aranda el 11 de marzo de 2019 en San Nicolás de los Garza.

## Estadísticas
La siguiente tabla muestra el número de matrimonios entre personas del mismo sexo realizados en Nuevo León desde la legalización en 2019 según lo informado por el Instituto Nacional de Estadística y Geografía.
| Año  | Mismo sexo | Mismo sexo | Mismo sexo | Distinto sexo | Total  | % mismo sexo |
| Año  | Femenino   | Masculino  | Total      | Distinto sexo | Total  | % mismo sexo |
| ---- | ---------- | ---------- | ---------- | ------------- | ------ | ------------ |
| 2019 | 102        | 83         | 185        | 25 514        | 25 699 | 0,72%        |
| 2020 | 60         | 62         | 128        | 19 483        | 19 611 | 0,76%        |
| 2021 | 132        | 57         | 189        | 25 705        | 25 894 | 0,63%        |

## Opinión pública
Una encuesta de opinión de 2017 realizada por el Gabinete de Comunicaciones Estratégicas encontró que el 48% de los residentes de Nuevo León apoyaban el matrimonio entre personas del mismo sexo, mientras que el 49% se oponía.
Según una encuesta de 2018 del Instituto Nacional de Estadística y Geografía, el 44% del público de Nuevo León se opone al matrimonio entre personas del mismo sexo.